# Strangalia sumatrensis
Strangalia sumatrensis là một loài bọ cánh cứng trong họ Cerambycidae.